# Tumtön Lodrö Dragpa
| Tibetische Bezeichnung                             |
| -------------------------------------------------- |
| Wylie-Transliteration: gtum ston blo gros grags pa |
| Chinesische Bezeichnung                            |
| Vereinfacht: 董敦·罗追札巴                         |
| Pinyin:Tongdun Luozhui Zhaba                       |

Tumtön Lodrö Dragpa (tib. gtum ston blo gros grags pa; geb. 1106; gest. 1166), kurz: Tumtön, war ein Geistlicher der Kadam-Schule, der ersten Sarma-Tradition des tibetischen Buddhismus. Er war ein Schüler Sharawas. Im Jahr 1153 gründete Tumtön das Kloster Narthang (snar thang) westlich von Shigatse, das das wichtigste Kloster der Kadam-Schule war.